# Thikkurissy Sukumaran Nair
Thikkurissy Sukumaran Nair (zm. 1997) – indyjski aktor, dramaturg, reżyser i scenarzysta.

## Życiorys
Urodził się w Thikkurissy, w ówczesnym królestwie Trawankoru, w arystokratycznej rodzinie. Omana Kunjamma, jego starsza siostra była pierwszą sędziną w Indiach, jak również pierwszą kobietą zatrudnioną w indyjskiej służbie cywilnej.
Jako dramaturg, między 1944 a 1949, opublikował pięć sztuk teatralnych. Wszystkie spotkały się z przychylnym przyjęciem. Odegrały kluczową rolę w wykształceniu się współczesnego keralskiego teatru. Zrywały z melodramatycznymi schematami dominującymi w nim dotychczas, zastępując je realizmem oraz tematyką istotną społecznie. Pomogły też ograniczyć wpływy ludowego teatru tamilskiego w Kerali.
Zaangażował się we wciąż młody i kształtujący się keralski przemysł filmowy. Debiutował jako aktor w filmie Sthree (1950), nakręconym na podstawie jednej z jego sztuk. Sukces filmu Jeevitha Nouka (1951) uczynił z niego gwiazdę, pierwszą gwiazdę kina grającą w języku malajalam. Wśród jego wczesnych przebojów kasowych wymienia się także Visappinte Vili (1952). W późniejszym okresie zaczął się ograniczać do ról starszych mężczyzn, rezygnując w większości z ról głównych.
Znany z wszechstronności. Tworzył także scenariusze, reżyserował oraz pisywał teksty piosenek filmowych. Otrzymał order Padma Shri, przyznawany przez indyjski rząd federalny. Jego filmografia obejmuje przeszło 700 tytułów.